# Беланкомбр
Беланкомбр (фр. Bellencombre) насеље је и општина у северној Француској у региону Горња Нормандија, у департману Приморска Сена која припада префектури Дјеп.
По подацима из 2011. године у општини је живело 690 становника, а густина насељености је износила 53,45 становника/km². Општина се простире на површини од 12,91 km². Налази се на средњој надморској висини од 83 метара (максималној 199 m, а минималној 69 m).

## Демографија
| 1962. | 1968. | 1975. | 1982. | 1990. | 1999. | 2011. |
| ----- | ----- | ----- | ----- | ----- | ----- | ----- |
| 652   | 654   | 648   | 640   | 638   | 662   | 690   |

График промене броја становника у току последњих година